# Granatina ianthinogaster
Granatina ianthinogaster là một loài chim trong họ Estrildidae.

## Hình ảnh

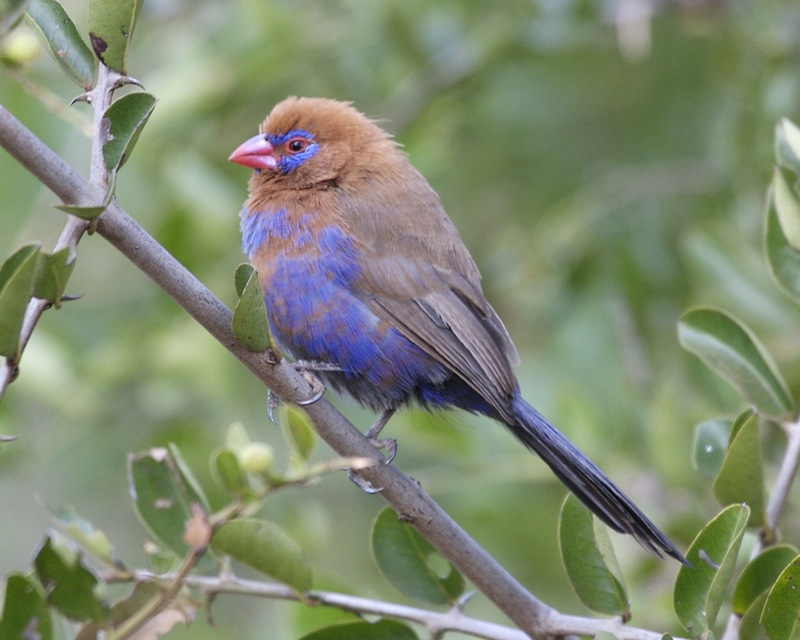
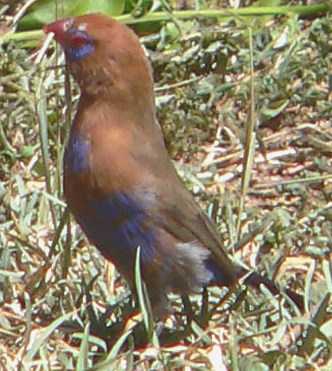
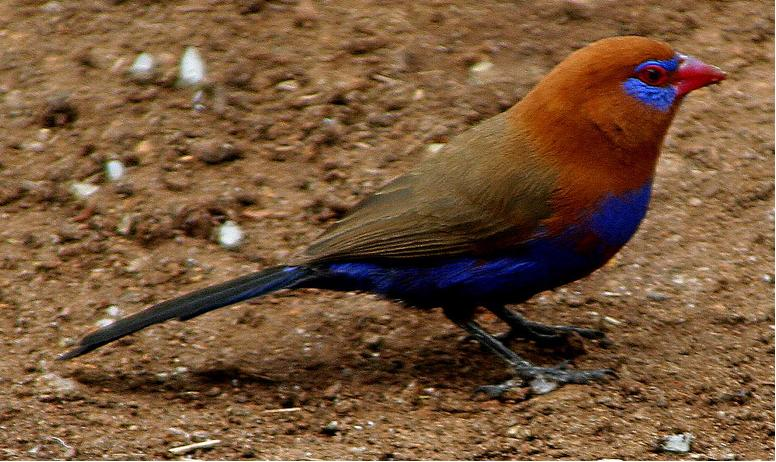
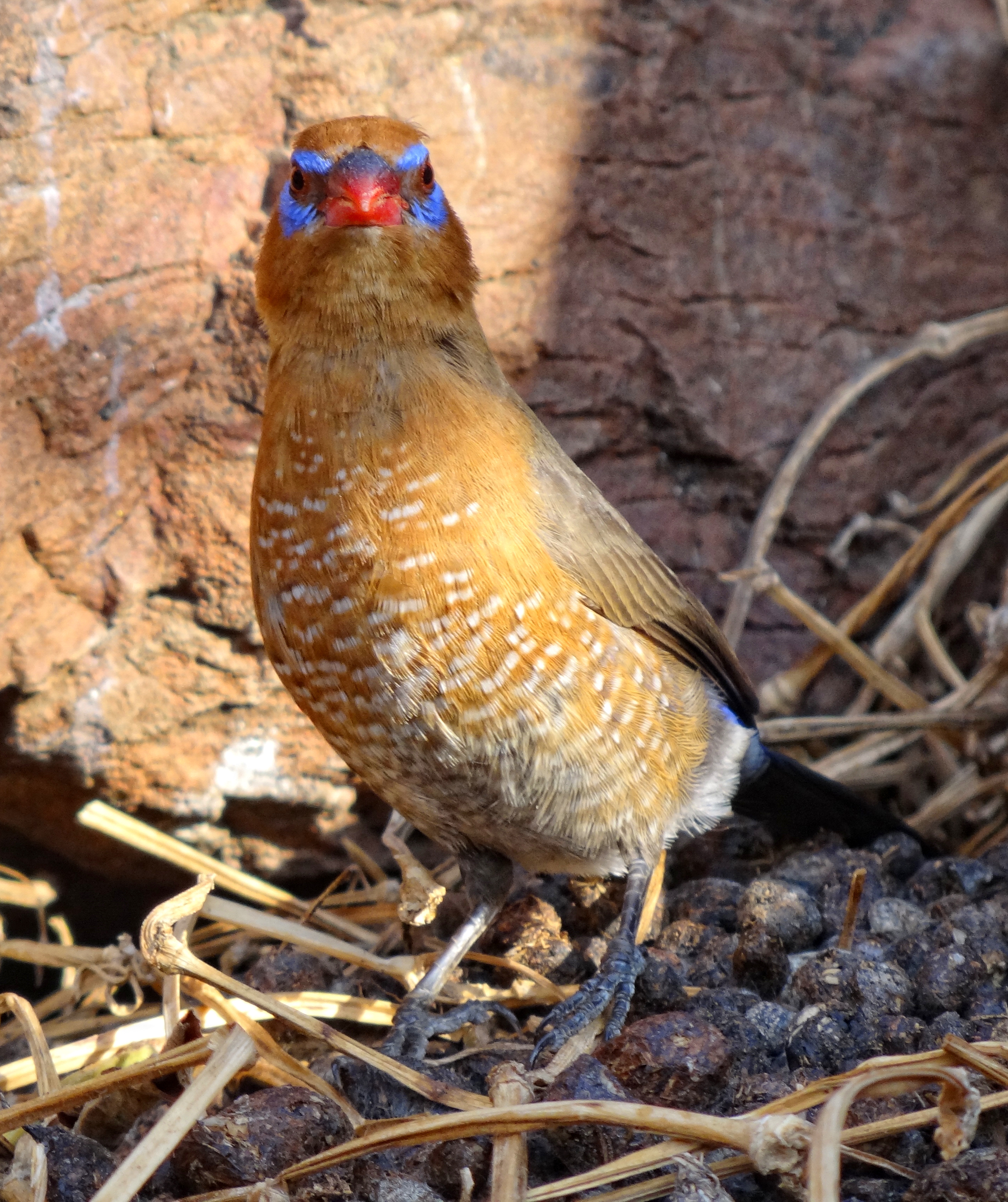
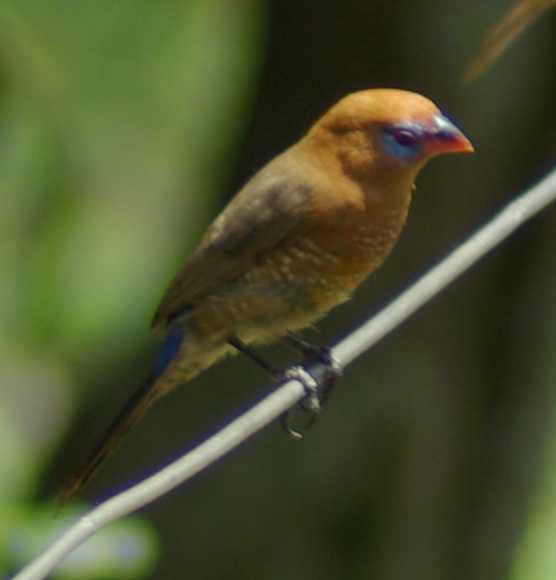